# غابرييل غوتيرز
غابرييل غوتيرز هي مغنية وممثلة فلبينية، ولدت في 29 سبتمبر 2005.